# Rhodon (affluent de la Loire)
Pour les articles homonymes, voir Rhodon.
Le Rhodon est une rivière française qui coule dans le département de la Loire. C'est un affluent direct de la Loire en rive droite.

## Géographie
Le Rhodon naît dans les contreforts occidentaux des monts du Beaujolais, sur le territoire de la commune de Montagny, dans le département de la Loire. Dès sa naissance, il se dirige vers l'ouest, direction qu'il maintient plus ou moins tout au long de son parcours de moins de 13 kilomètres. Il se jette dans la Loire à Perreux, dans la banlieue nord-est de Roanne.

## Communes traversées
La rivière traverse ou longe deux communes (d'amont en aval) :
- Département de la Loire : Montagny et Perreux, toutes deux situées dans le département de la Loire.

## Hydrologie
Le Rhodon est une rivière assez peu régulière, à l'instar de ses voisines issues des régions constituant le rebord oriental du massif central, et avant tout du Rhins voisin. Son débit a été observé durant une période de 36 ans (1973-2008), à Perreux, localité du département de la Loire située peu avant son confluent avec la Loire. La surface étudiée y est de 32 km2, soit la presque totalité du bassin versant de la rivière.
Le module de la rivière à Perreux est de 0,213 m3/s.
Le Rhodon présente des fluctuations saisonnières de débit bien marquées, comme très souvent dans le haut bassin de la Loire. Les hautes eaux se déroulent en hiver et au printemps, et se caractérisent par des débits mensuels moyens allant de 0,231 à 0,349 m3/s, de novembre à mai inclus (avec un maximum assez net en février). À partir du mois de mars cependant, le débit diminue et forme un plateau jusqu'à la fin du mois de mai. En juin le débit chute fortement ce qui mène rapidement aux basses eaux d'été. Celles-ci ont lieu de juillet à septembre inclus, entraînant une baisse du débit mensuel moyen jusqu'au plancher de 0,056 m3/s au mois d'août (56 litres), ce qui reste assez confortable pour un aussi petit cours d'eau. Mais ces moyennes mensuelles occultent des fluctuations bien plus prononcées sur de courtes périodes ou selon les années.
Aux étiages, le VCN3 peut chuter jusque 0,001 m3/s (un litre), en cas de période quinquennale sèche, ce qui est bien sûr très sévère, le cours d'eau étant alors réduit à quelques filets d'eau, et tombant de ce fait régulièrement à sec. Mais ce fait est fréquent parmi les rivières de la région.
Les crues peuvent être très importantes, compte tenu de l'exigüité du bassin versant de la rivière. Les QIX 2 et QIX 5 valent respectivement 7,4 et 12 m3/s. Le QIX 10 est de 14 m3/s, le QIX 20 de 17 m3/s, tandis que le QIX 50 se monte à 20 m3/s.
Le débit instantané maximal enregistré à Perreux a été de 28,5 m3/s le 31 juillet 1977, tandis que la valeur journalière maximale était de 9,93 m3/s le 2 décembre 2003. Si l'on compare la première de ces valeurs à l'échelle des QIX de la rivière, l'on constate que cette crue était largement supérieure au niveau de crue cinquantennale calculé par le QIX 50, et donc certainement au moins centennale ou même plus encore.
Le Rhodon est une rivière assez peu abondante. La lame d'eau écoulée dans son bassin versant est de 210 millimètres annuellement, ce qui est nettement inférieur à la moyenne d'ensemble de la France tous bassins confondus (plus ou moins 320 millimètres), et inférieur également à la moyenne du bassin de la Loire (245 millimètres). C'est nettement moindre que la moyenne du bassin versant du Rhins voisin (388 mm), ainsi que du Sornin (515 millimètres) et même de l'Arroux (342 mm). Le débit spécifique (ou Qsp) atteint le chiffre assez faible de 6,6 litres par seconde et par kilomètre carré de bassin.